# 17e étape du Tour de France 2016
Pour un article plus général, voir Tour de France 2016.
La 17e étape du Tour de France 2016 se déroulera le mercredi 20 juillet 2016 intégralement en Suisse, entre Berne et le site d'Émosson à Finhaut, sur une distance de 184,5 kilomètres.

## Parcours
L'étape, d'une longueur de 184,5 kilomètres se déroule intégralement en Suisse à travers les cantons de Berne, Vaud et du Valais. Elle débute à Berne, pour remonter le cours de l'Aar puis le Gürbetal en direction du lac de Thoune. Elle empruntera ensuite la route principale H11 jusqu'à Aigle. Le parcours remonte le Simmental jusqu'à Zweisimmen puis monte le col de Saanenmöser (3e catégorie, 6,6 km à 4,8% de moyenne) pour atteindre la vallée de la Sarine à Saanen. Il entre dans le Pays d'Enhaut (canton de Vaud) à Rougemont, puis, depuis Château-d'Œx, les coureurs attaquent le col des Mosses (3e catégorie, 6,4 km à 4,4% de moyenne) et atteignent la vallée des Ormonts. Au pied de la descente de celui-ci, ils passent à Aigle, ville dans laquelle est installé le siège de l'Union cycliste internationale. De là, les coureurs remontent la vallée du Rhône, jusqu'à Martigny en Valais où ils entament l'ascension du col de la Forclaz (1ère catégorie,13km à 7,9% de moyenne). Dans la descente de celui-ci, ils se dirigent vers Émosson. La montée vers ce site fait passer les coureurs par le village de Finhaut. L'arrivée est jugée près du barrage d'Émosson (Hors catégorie, 10,4 km à 8,4% de moyenne).

## Résultats

### Classement de l'étape
| \| Classement de l'étape \| Classement de l'étape \| Classement de l'étape \| Classement de l'étape \| Classement de l'étape \| \| Coureur \| Coureur \| Pays \| Équipe \| Temps \| \| --------------------- \| --------------------- \| --------------------- \| ---------------------- \| --------------------- \| \| 1er \| Ilnur Zakarin \| Russie \| Katusha \| 4 h 36 min 33 s \| \| 2e \| Jarlinson Pantano \| Colombie \| IAM Cycling \| + 55 s \| \| 3e \| Rafał Majka \| Pologne \| Tinkoff \| + 1 min 26 s \| \| 4e \| Kristijan Đurasek \| Croatie \| Lampre-Merida \| + 1 min 32 s \| \| 5e \| Brice Feillu \| France \| Fortuneo-Vital Concept \| + 2 min 33 s \| \| 6e \| Thomas Voeckler \| France \| Direct Énergie \| + 2 min 46 s \| \| 7e \| Domenico Pozzovivo \| Italie \| AG2R La Mondiale \| + 2 min 50 s \| \| 8e \| Stef Clement \| Pays-Bas \| IAM Cycling \| + 2 min 57 s \| \| 9e \| Steve Morabito \| Suisse \| FDJ \| + 4 min 38 s \| \| 10e \| Richie Porte \| Australie \| BMC Racing Team \| + 7 min 59 s \| |                    |           |                        |                 |
| |                    |           |                        |                 |
| Source : ProCyclingStats |                    |           |                        |                 |
| Classement de l'étape |                    |           |                        |                 |
| Coureur | Coureur            | Pays      | Équipe                 | Temps           |
| 1er | Ilnur Zakarin      | Russie    | Katusha                | 4 h 36 min 33 s |
| 2e | Jarlinson Pantano  | Colombie  | IAM Cycling            | + 55 s          |
| 3e | Rafał Majka        | Pologne   | Tinkoff                | + 1 min 26 s    |
| 4e | Kristijan Đurasek  | Croatie   | Lampre-Merida          | + 1 min 32 s    |
| 5e | Brice Feillu       | France    | Fortuneo-Vital Concept | + 2 min 33 s    |
| 6e | Thomas Voeckler    | France    | Direct Énergie         | + 2 min 46 s    |
| 7e | Domenico Pozzovivo | Italie    | AG2R La Mondiale       | + 2 min 50 s    |
| 8e | Stef Clement       | Pays-Bas  | IAM Cycling            | + 2 min 57 s    |
| 9e | Steve Morabito     | Suisse    | FDJ                    | + 4 min 38 s    |
| 10e | Richie Porte       | Australie | BMC Racing Team        | + 7 min 59 s    |

### Points attribués
| Sprint intermédiaire - Martigny (km 150) | Sprint intermédiaire - Martigny (km 150) | Sprint intermédiaire - Martigny (km 150) | Sprint intermédiaire - Martigny (km 150) | Sprint intermédiaire - Martigny (km 150) |
| ---------------------------------------- | ---------------------------------------- | ---------------------------------------- | ---------------------------------------- | ---------------------------------------- |
|                                          | Coureur                                  | Pays                                     | Équipe                                   | Point(s)                                 |
| 1er                                      | Peter Sagan                              | Slovaquie                                | Tinkoff                                  | 20                                       |
| 2e                                       | Greg Van Avermaet                        | Belgique                                 | BMC Racing                               | 17                                       |
| 3e                                       | Brice Feillu                             | France                                   | Fortuneo-Vital Concept                   | 15                                       |
| 4e                                       | Stef Clement                             | Pays-Bas                                 | IAM                                      | 13                                       |
| 5e                                       | Alexey Lutsenko                          | Kazakhstan                               | Astana                                   | 11                                       |
| 6e                                       | Jarlinson Pantano                        | Colombie                                 | IAM                                      | 10                                       |
| 7e                                       | Tanel Kangert                            | Estonie                                  | Astana                                   | 9                                        |
| 8e                                       | Thomas Voeckler                          | France                                   | Direct Énergie                           | 8                                        |
| 9e                                       | Kristijan Đurasek                        | Croatie                                  | Lampre-Merida                            | 7                                        |
| 10e                                      | Domenico Pozzovivo                       | Italie                                   | AG2R La Mondiale                         | 6                                        |
| 11e                                      | Rafał Majka                              | Pologne                                  | Tinkoff                                  | 5                                        |
| 12e                                      | Ilnur Zakarin                            | Russie                                   | Katusha                                  | 4                                        |
| 13e                                      | Tony Gallopin                            | France                                   | Lotto-Soudal                             | 3                                        |
| 14e                                      | Steve Morabito                           | Suisse                                   | FDJ                                      | 2                                        |
| 15e                                      | Serge Pauwels                            | Belgique                                 | Dimension Data                           | 1                                        |
| modifier                                 |                                          |                                          |                                          |                                          |

| Arrivée d'étape - Finhaut - Émosson (km 184,5) | Arrivée d'étape - Finhaut - Émosson (km 184,5) | Arrivée d'étape - Finhaut - Émosson (km 184,5) | Arrivée d'étape - Finhaut - Émosson (km 184,5) | Arrivée d'étape - Finhaut - Émosson (km 184,5) |
| ---------------------------------------------- | ---------------------------------------------- | ---------------------------------------------- | ---------------------------------------------- | ---------------------------------------------- |
|                                                | Coureur                                        | Pays                                           | Équipe                                         | Point(s)                                       |
| 1er                                            | Ilnur Zakarin                                  | Russie                                         | Katusha                                        | 20                                             |
| 2e                                             | Jarlinson Pantano                              | Colombie                                       | IAM                                            | 17                                             |
| 3e                                             | Rafał Majka                                    | Pologne                                        | Tinkoff                                        | 15                                             |
| 4e                                             | Kristijan Đurasek                              | Croatie                                        | Lampre-Merida                                  | 13                                             |
| 5e                                             | Brice Feillu                                   | France                                         | Fortuneo-Vital Concept                         | 11                                             |
| 6e                                             | Thomas Voeckler                                | France                                         | Direct Énergie                                 | 10                                             |
| 7e                                             | Domenico Pozzovivo                             | Italie                                         | AG2R La Mondiale                               | 9                                              |
| 8e                                             | Stef Clement                                   | Pays-Bas                                       | IAM                                            | 8                                              |
| 9e                                             | Steve Morabito                                 | Suisse                                         | FDJ                                            | 7                                              |
| 10e                                            | Richie Porte                                   | Australie                                      | BMC Racing                                     | 6                                              |
| 11e                                            | Christopher Froome                             | Royaume-Uni                                    | Sky                                            | 5                                              |
| 12e                                            | Adam Yates                                     | Royaume-Uni                                    | Orica-BikeExchange                             | 4                                              |
| 13e                                            | Romain Bardet                                  | France                                         | AG2R La Mondiale                               | 3                                              |
| 14e                                            | Fabio Aru                                      | Italie                                         | Astana                                         | 2                                              |
| 15e                                            | Louis Meintjes                                 | Afrique du Sud                                 | Lampre-Merida                                  | 1                                              |
| modifier                                       |                                                |                                                |                                                |                                                |

|   | Coureur           | Pays     | Équipe  | Secondes |
| - | ----------------- | -------- | ------- | -------- |
| 1 | Ilnur Zakarin     | Russie   | Katusha | 10 s     |
| 2 | Jarlinson Pantano | Colombie | IAM     | 6 s      |
| 3 | Rafał Majka       | Pologne  | Tinkoff | 4 s      |

### Cols et côtes
| Col de Saanenmöser (km 72,5) - 3e catégorie (6,6 km à 4,8%) | Col de Saanenmöser (km 72,5) - 3e catégorie (6,6 km à 4,8%) | Col de Saanenmöser (km 72,5) - 3e catégorie (6,6 km à 4,8%) | Col de Saanenmöser (km 72,5) - 3e catégorie (6,6 km à 4,8%) | Col de Saanenmöser (km 72,5) - 3e catégorie (6,6 km à 4,8%) |
| ----------------------------------------------------------- | ----------------------------------------------------------- | ----------------------------------------------------------- | ----------------------------------------------------------- | ----------------------------------------------------------- |
|                                                             | Coureur                                                     | Pays                                                        | Équipe                                                      | Point(s)                                                    |
| 1er                                                         | Rafał Majka                                                 | Pologne                                                     | Tinkoff                                                     | 2                                                           |
| 2e                                                          | Peter Sagan                                                 | Slovaquie                                                   | Tinkoff                                                     | 1                                                           |
| modifier                                                    |                                                             |                                                             |                                                             |                                                             |

| Col des Mosses (km 105) - 3e catégorie (6,4 km à 4,4%) | Col des Mosses (km 105) - 3e catégorie (6,4 km à 4,4%) | Col des Mosses (km 105) - 3e catégorie (6,4 km à 4,4%) | Col des Mosses (km 105) - 3e catégorie (6,4 km à 4,4%) | Col des Mosses (km 105) - 3e catégorie (6,4 km à 4,4%) |
| ------------------------------------------------------ | ------------------------------------------------------ | ------------------------------------------------------ | ------------------------------------------------------ | ------------------------------------------------------ |
|                                                        | Coureur                                                | Pays                                                   | Équipe                                                 | Point(s)                                               |
| 1er                                                    | Rafał Majka                                            | Pologne                                                | Tinkoff                                                | 2                                                      |
| 2e                                                     | Jarlinson Pantano                                      | Colombie                                               | IAM                                                    | 1                                                      |
| modifier                                               |                                                        |                                                        |                                                        |                                                        |

| Col de la Forclaz (km 166,5) - 1re catégorie (13 km à 7,9%) | Col de la Forclaz (km 166,5) - 1re catégorie (13 km à 7,9%) | Col de la Forclaz (km 166,5) - 1re catégorie (13 km à 7,9%) | Col de la Forclaz (km 166,5) - 1re catégorie (13 km à 7,9%) | Col de la Forclaz (km 166,5) - 1re catégorie (13 km à 7,9%) |
| ----------------------------------------------------------- | ----------------------------------------------------------- | ----------------------------------------------------------- | ----------------------------------------------------------- | ----------------------------------------------------------- |
|                                                             | Coureur                                                     | Pays                                                        | Équipe                                                      | Point(s)                                                    |
| 1er                                                         | Rafał Majka                                                 | Pologne                                                     | Tinkoff                                                     | 10                                                          |
| 2e                                                          | Thomas Voeckler                                             | France                                                      | Direct Énergie                                              | 8                                                           |
| 3e                                                          | Steve Morabito                                              | Suisse                                                      | FDJ                                                         | 6                                                           |
| 4e                                                          | Stef Clement                                                | Pays-Bas                                                    | IAM                                                         | 4                                                           |
| 5e                                                          | Kristijan Đurasek                                           | Croatie                                                     | Lampre-Merida                                               | 2                                                           |
| 6e                                                          | Domenico Pozzovivo                                          | Italie                                                      | AG2R La Mondiale                                            | 1                                                           |
| modifier                                                    |                                                             |                                                             |                                                             |                                                             |

| Finhaut - Émosson (km 184,5) - Hors catégorie (10,4 km à 8,4%) | Finhaut - Émosson (km 184,5) - Hors catégorie (10,4 km à 8,4%) | Finhaut - Émosson (km 184,5) - Hors catégorie (10,4 km à 8,4%) | Finhaut - Émosson (km 184,5) - Hors catégorie (10,4 km à 8,4%) | Finhaut - Émosson (km 184,5) - Hors catégorie (10,4 km à 8,4%) |
| -------------------------------------------------------------- | -------------------------------------------------------------- | -------------------------------------------------------------- | -------------------------------------------------------------- | -------------------------------------------------------------- |
|                                                                | Coureur                                                        | Pays                                                           | Équipe                                                         | Point(s)                                                       |
| 1er                                                            | Ilnur Zakarin                                                  | Russie                                                         | Katusha                                                        | 50                                                             |
| 2e                                                             | Jarlinson Pantano                                              | Colombie                                                       | IAM                                                            | 40                                                             |
| 3e                                                             | Rafał Majka                                                    | Pologne                                                        | Tinkoff                                                        | 32                                                             |
| 4e                                                             | Kristijan Đurasek                                              | Croatie                                                        | Lampre-Merida                                                  | 28                                                             |
| 5e                                                             | Brice Feillu                                                   | France                                                         | Fortuneo-Vital Concept                                         | 24                                                             |
| 6e                                                             | Thomas Voeckler                                                | France                                                         | Direct Énergie                                                 | 20                                                             |
| 7e                                                             | Domenico Pozzovivo                                             | Italie                                                         | AG2R La Mondiale                                               | 16                                                             |
| 8e                                                             | Stef Clement                                                   | Pays-Bas                                                       | IAM                                                            | 12                                                             |
| 9e                                                             | Steve Morabito                                                 | Suisse                                                         | FDJ                                                            | 8                                                              |
| 10e                                                            | Richie Porte                                                   | Australie                                                      | BMC Racing                                                     | 4                                                              |
| modifier                                                       |                                                                |                                                                |                                                                |                                                                |

## Classements à l'issue de l'étape

### Classement général
| \| Classement général \| Classement général \| Classement général \| Classement général \| Classement général \| \| Coureur \| Coureur \| Pays \| Équipe \| Temps \| \| ------------------ \| ------------------ \| ------------------ \| ------------------ \| ------------------ \| \| 1er \| Christopher Froome \| Royaume-Uni \| Team Sky \| 77 h 25 min 10 s \| \| 2e \| Bauke Mollema \| Pays-Bas \| Trek-Segafredo \| + 2 min 27 s \| \| 3e \| Adam Yates \| Royaume-Uni \| Orica-BikeExchange \| + 2 min 53 s \| \| 4e \| Nairo Quintana \| Colombie \| Movistar Team \| + 3 min 27 s \| \| 5e \| Romain Bardet \| France \| AG2R La Mondiale \| + 4 min 15 s \| \| 6e \| Richie Porte \| Australie \| BMC Racing Team \| + 4 min 27 s \| \| 7e \| Alejandro Valverde \| Espagne \| Movistar Team \| + 5 min 19 s \| \| 8e \| Fabio Aru \| Italie \| Astana \| + 5 min 35 s \| \| 9e \| Dan Martin \| Irlande \| Etixx-Quick Step \| + 5 min 50 s \| \| 10e \| Louis Meintjes \| Afrique du Sud \| Lampre-Merida \| + 6 min 07 s \| |                    |                |                    |                  |
| |                    |                |                    |                  |
| Source : ProCyclingStats |                    |                |                    |                  |
| Classement général |                    |                |                    |                  |
| Coureur | Coureur            | Pays           | Équipe             | Temps            |
| 1er | Christopher Froome | Royaume-Uni    | Team Sky           | 77 h 25 min 10 s |
| 2e | Bauke Mollema      | Pays-Bas       | Trek-Segafredo     | + 2 min 27 s     |
| 3e | Adam Yates         | Royaume-Uni    | Orica-BikeExchange | + 2 min 53 s     |
| 4e | Nairo Quintana     | Colombie       | Movistar Team      | + 3 min 27 s     |
| 5e | Romain Bardet      | France         | AG2R La Mondiale   | + 4 min 15 s     |
| 6e | Richie Porte       | Australie      | BMC Racing Team    | + 4 min 27 s     |
| 7e | Alejandro Valverde | Espagne        | Movistar Team      | + 5 min 19 s     |
| 8e | Fabio Aru          | Italie         | Astana             | + 5 min 35 s     |
| 9e | Dan Martin         | Irlande        | Etixx-Quick Step   | + 5 min 50 s     |
| 10e | Louis Meintjes     | Afrique du Sud | Lampre-Merida      | + 6 min 07 s     |

### Classement par points
| Classement par points | Classement par points | Classement par points | Classement par points | Classement par points |
| --------------------- | --------------------- | --------------------- | --------------------- | --------------------- |
|                       | Coureur               | Pays                  | Équipe                | Point(s)              |
| 1er                   | Peter Sagan           | Slovaquie             | Tinkoff               | 425 points            |
| 2e                    | Marcel Kittel         | Allemagne             | Etixx-Quick Step      | 228 pts               |
| 3e                    | Bryan Coquard         | France                | Direct Énergie        | 156 pts               |
| 4e                    | Alexander Kristoff    | Norvège               | Katusha               | 152 pts               |
| 5e                    | Michael Matthews      | Australie             | Orica-BikeExchange    | 143 pts               |
| 6e                    | Greg Van Avermaet     | Belgique              | BMC Racing            | 136 pts               |
| 7e                    | André Greipel         | Allemagne             | Lotto-Soudal          | 128 pts               |
| 8e                    | Rafał Majka           | Pologne               | Tinkoff               | 114 pts               |
| 9e                    | Thomas De Gendt       | Belgique              | Lotto-Soudal          | 106 pts               |
| 10e                   | Daniel Navarro        | Espagne               | Cofidis               | 105 pts               |
| modifier              |                       |                       |                       |                       |

### Classement du meilleur grimpeur
| Classement du meilleur grimpeur | Classement du meilleur grimpeur | Classement du meilleur grimpeur | Classement du meilleur grimpeur | Classement du meilleur grimpeur |
| ------------------------------- | ------------------------------- | ------------------------------- | ------------------------------- | ------------------------------- |
|                                 | Coureur                         | Pays                            | Équipe                          | Point(s)                        |
| 1er                             | Rafał Majka                     | Pologne                         | Tinkoff                         | 173 points                      |
| 2e                              | Thomas De Gendt                 | Belgique                        | Lotto-Soudal                    | 90 pts                          |
| 3e                              | Ilnur Zakarin                   | Russie                          | Katusha                         | 78 pts                          |
| 4e                              | Daniel Navarro                  | Espagne                         | Cofidis                         | 69 pts                          |
| 5e                              | Jarlinson Pantano               | Colombie                        | IAM                             | 63 pts                          |
| 6e                              | Serge Pauwels                   | Belgique                        | Dimension Data                  | 62 pts                          |
| 7e                              | Tom Dumoulin                    | Pays-Bas                        | Giant-Alpecin                   | 58 pts                          |
| 8e                              | Stef Clement                    | Pays-Bas                        | IAM                             | 53 pts                          |
| 9e                              | Rui Costa                       | Portugal                        | Lampre-Merida                   | 50 pts                          |
| 10e                             | Kristijan Đurasek               | Croatie                         | Lampre-Merida                   | 36 pts                          |
| modifier                        |                                 |                                 |                                 |                                 |

### Classement du meilleur jeune
| Classement général du meilleur jeune | Classement général du meilleur jeune | Classement général du meilleur jeune | Classement général du meilleur jeune | Classement général du meilleur jeune |
|                                      | Coureur                              | Pays                                 | Équipe                               | Temps                                |
| ------------------------------------ | ------------------------------------ | ------------------------------------ | ------------------------------------ | ------------------------------------ |
| 1er                                  | Adam Yates                           | Royaume-Uni                          | Orica-BikeExchange                   | en 77 h 28 min 3 s                   |
| 2e                                   | Louis Meintjes                       | Afrique du Sud                       | Lampre-Merida                        | + 3 min 14 s                         |
| 3e                                   | Warren Barguil                       | France                               | Giant-Alpecin                        | + 30 min 12 s                        |
| 4e                                   | Emanuel Buchmann                     | Allemagne                            | Bora-Argon 18                        | + 33 min 6 s                         |
| 5e                                   | Wilco Kelderman                      | Pays-Bas                             | Lotto NL-Jumbo                       | + 1 h 3 min 46 s                     |
| modifier                             |                                      |                                      |                                      |                                      |

### Classement par équipes
| Classement par équipes | Classement par équipes | Classement par équipes | Classement par équipes |
|                        | Équipe                 | Pays                   | Temps                  |
| ---------------------- | ---------------------- | ---------------------- | ---------------------- |
| 1re                    | Movistar               | Espagne                | en 232 h 22 min 54 s   |
| 2e                     | Sky                    | Royaume-Uni            | + 2 min 20 s           |
| 3e                     | BMC Racing             | États-Unis             | + 14 min 48 s          |
| 4e                     | AG2R La Mondiale       | France                 | + 38 min 31 s          |
| 5e                     | Astana                 | Kazakhstan             | + 39 min 38 s          |
| modifier               |                        |                        |                        |

## Abandons
- 16 -  Gorka Izagirre (Movistar) : abandon
- 95 -  Rohan Dennis (BMC Racing) : non partant
- 101 -  Mark Cavendish (Dimension Data) : non partant
- 192 -  Borut Božič (Cofidis) : abandon